# Artemisia absinthium
«Asensio» redirige aquí. Para el director de orquesta y violinista español, véase Enrique García Asensio y para el futbolista español, véase Marco Asensio.

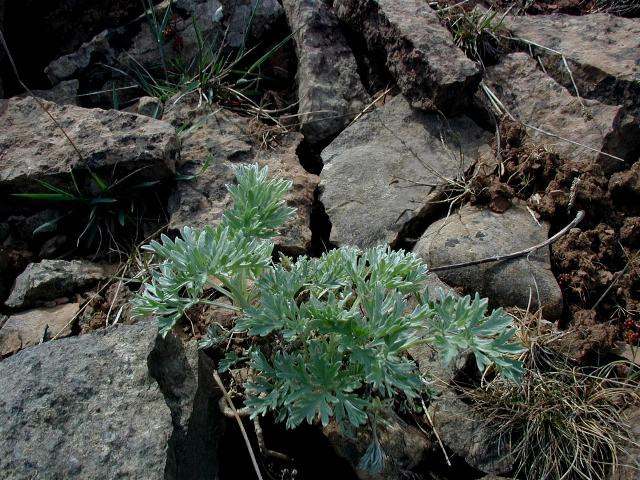
El Ajenjo crece salvaje en el Cáucaso.

Artemisia absinthium (en latín medieval aloxinus), llamada comúnmente ajenjo, asensio, ajorizo, artemisia amarga, hierba maestra o hierba santa, es una planta herbácea medicinal, del género Artemisia, nativa de las regiones templadas de Europa, Asia y norte de África. Conocida desde muy antiguo ya por los egipcios, transmitida después a los griegos, esta hierba fue denominada la «madre de todas las hierbas» en la obra Tesoro de los pobres dadas sus múltiples aplicaciones curativas. Se utiliza como tónico, antipirético y antihelmíntico, así como en la elaboración de la absenta y del vermut.

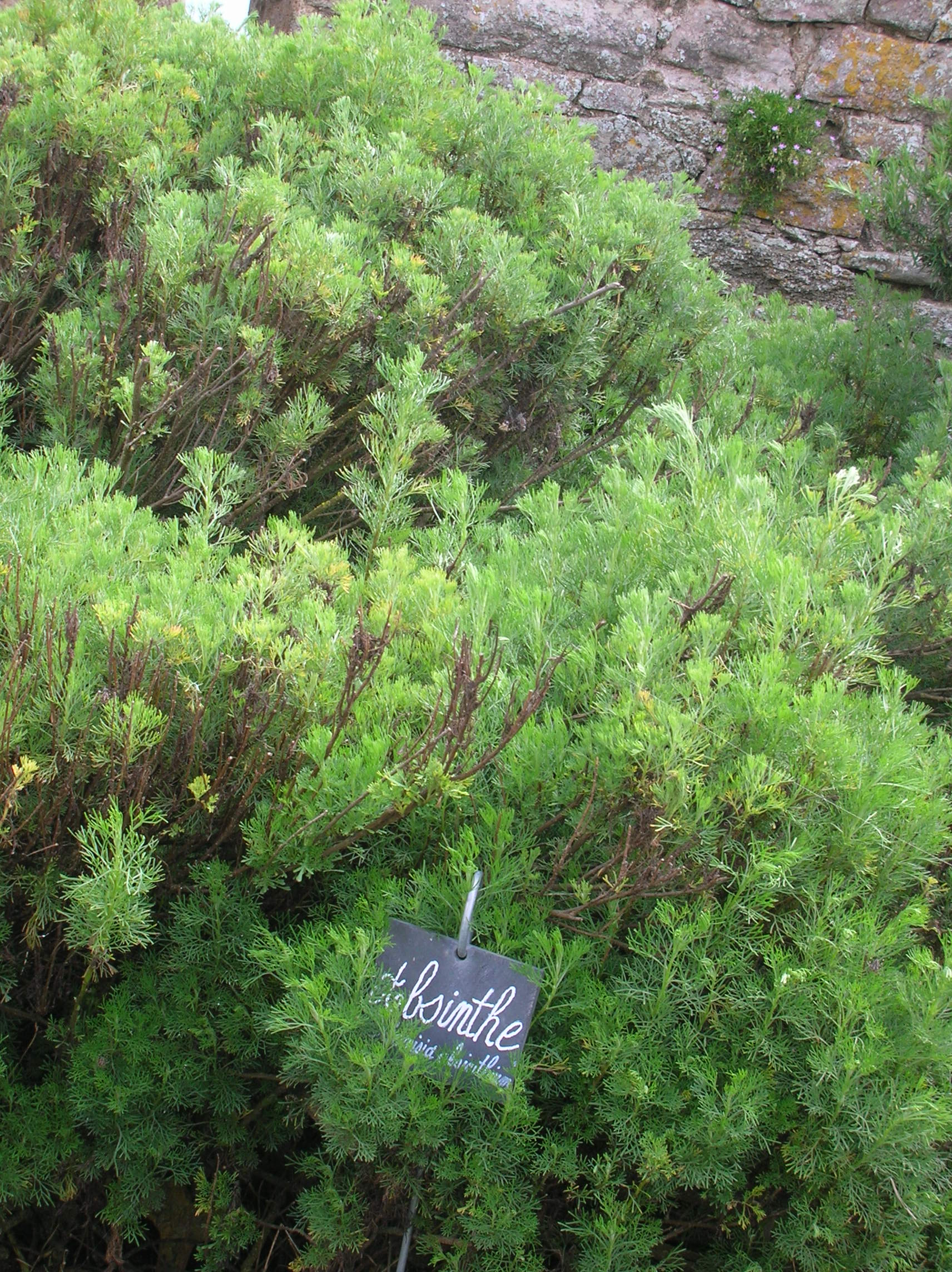
En su hábitat.

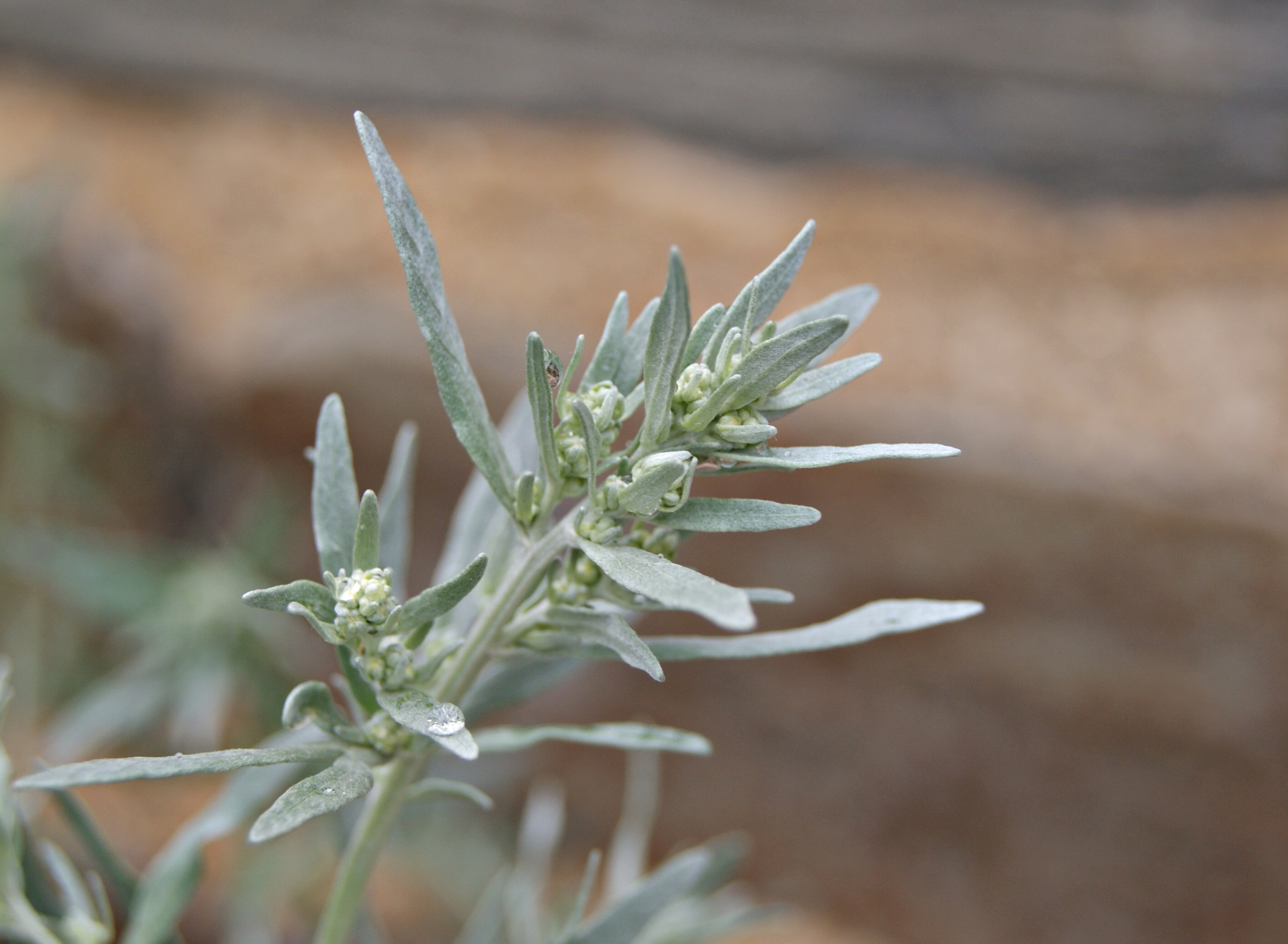
Hojas y pimpollos.

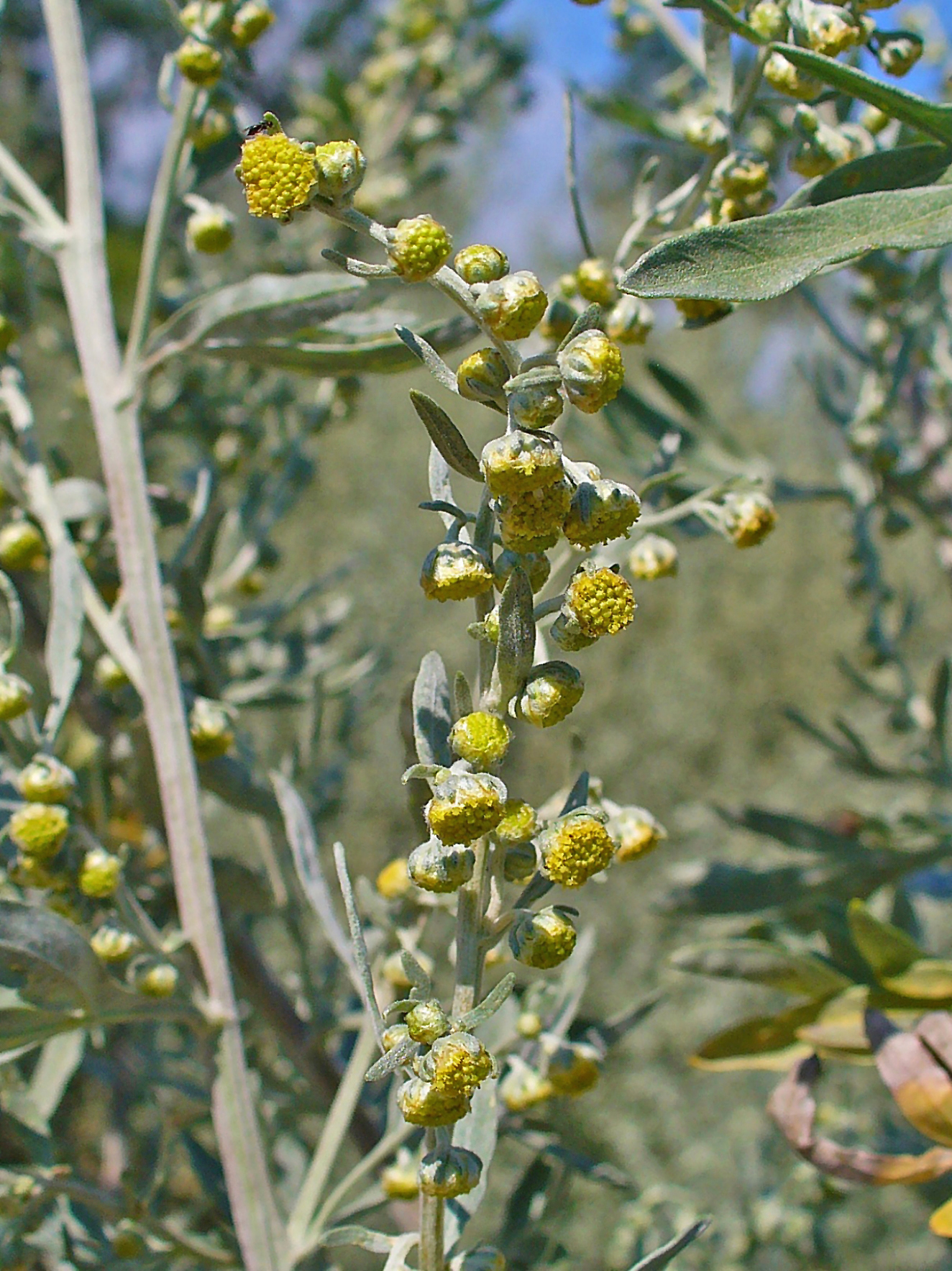
Inflorescencias en capítulos.

## Descripción
Es una planta perenne herbácea, con un rizoma leñoso y duro. Los tallos son rectos. Crece entre 80 a 120 cm (raramente 150 cm) y es de coloración verde plateada. Las hojas, dispuestas de forma espiralada, son de color verde grisáceo por el anverso y blancas en el reverso, cubiertas de pelillos blanco plateados, con glándulas productoras de aceite; las hojas basales son de hasta 25 cm de longitud, bi a tripinadas con largos peciolos, con hojas caulinares (sobre el tallo) más pequeñas, de 5 a 10 cm de largo, menos divididas, y con cortos peciolos; las hojas superiores pueden ser simples y sésiles (sin pecíolo). Las brácteas involucrales son gris verdoso, densamente pubescentes. Sus flores son amarillo pálido, tubulares, y en cabezas (capítulos), y a su vez en panículas hojosas y con brácteas. La floración se da de principios de verano a principios de otoño; la polinización es anemófila. El fruto es un pequeño aquenio de 0,5 mm, más o menos cilíndrico, algo curvado, con nervios oscuros, glabro y brillante; vilano ausente, siendo la dispersión de las semillas por gravedad.

## Distribución y hábitat
Se puede encontrar en casi toda Europa y el Magreb occidental, ya que originalmente se distribuyó desde Europa Occidental hasta Asia Central. Y en la actualidad es posible encontrarla en casi todo el mundo debido a la poca dificultad de su cultivo.
En España se da en toda la mitad meridional de la península, y más puntualmente en las provincias de Valencia, Murcia y Granada (Sierra Nevada). Como esta planta fue muy cultivada antaño, se pueden encontrar grandes superficies con ejemplares de esta especie.
Está naturalizada en gran parte de EE. UU.

## Historia
Dioscórides, en su obra De materia médica y de los venenos mortíferos, describió una larga serie de propiedades del ajenjo, entre ellas su uso como fármaco digestivo, diurético, y como impedidor de la embriaguez.
Nicholas Culpeper insistió en que el ajenjo era la clave para entender su libro de 1651, The English Physitian. Richard Mabey describe la entrada de Culpeper sobre esta planta de sabor amargo como "una corriente de conciencia" y "diferente de cualquier otra cosa en el ámbito de las hierbas", y la lee, "como las divagaciones de un borracho", y el biógrafo de Culpeper, Benjamin Woolley, sugiere que la pieza puede ser una alegoría sobre la amargura, ya que Culpeper había pasado su vida luchando contra el establishment, y había sido encarcelado y gravemente herido en la batalla como consecuencia de ello.
William Shakespeare menciona el ajenjo en su obra Romeo y Julieta, acto 1, escena 3, en el que la nodriza recuerda: «pues entonces yo había puesto ajenjo en mi teta» para destetar con su sabor amargo a Julieta, que tenía tres años.
León Tolstói menciona el ajenjo en su obra Guerra y paz, en el capítulo III del epílogo. En este pasaje muestra el ajenjo como un cosmético: «... o cuando (Nicolás Rostoff), muy perfumado de menta y ajenjo silvestre, exclamaba restregándose las manos: "Otro día como este y la cosecha quedará recogida"».
En la novela corta La leyenda del santo bebedor, de 1939, del escritor austriaco Joseph Roth, el personaje principal Andreas, en reiteradas ocasiones bebe, a veces de manera desproporcionada, Absenta.
Artemisia absinthium se utiliza tradicionalmente medicinalmente en Europa, y se cree que estimula el apetito y alivia la indigestión.

## Taxonomía
Artemisia absinthium fue descrita por  Carlos Linneo y publicado en Species Plantarum 2: 848. 1753.
Etimología
Hay dos teorías en la etimología de Artemisia: según la primera, debe su nombre a Artemisa, hermana gemela de Apolo y diosa griega de la caza y de las virtudes curativas, especialmente de los embarazos y los partos. Según la segunda, el género fue otorgado en honor a Artemisia II, hermana y mujer de Mausolo, rey de la Caria, 353-352 a. C., que reinó después de la muerte del soberano. En su homenaje se erigió el mausoleo de Halicarnaso, una de las siete maravillas del mundo. Era experta en botánica y en medicina.
absinthium: El nombre vulgar de la hierba en latín (que llegó al castellano como "absenta"). Proviene del griego ἀψίνθιον (apsinthion), que se puede traducir como 'no-bebible'. Existen raíces de la palabra enlazadas a la palabra persa spand o aspand e incluso a la variante esfand con la que se denomina a una hierba de gusto amargo. 
Sinonimia
| - Absinthium bipedale, Gilib. - Absinthium majus, Garsault - Absinthium officinale, Brot. - Absinthium vulgare, (L.) Lam. - Artemisia absinthia, St.-Lag. - Artemisia absinthium var. insipida, Stechm. | - Artemisia baldaccii, Degen - Artemisia doonense, Royle - Artemisia kulbadica, Boiss. & Buhse - Artemisia pendula, Salisb. - Artemisia rehan, Chiov. - Artemisia rhaetica, Brügger |

## Importancia económica y cultural

### Cultivo
El ajenjo crece sin dificultad en suelos pobres y arenosos así como en lugares secos y soleados. Crece espontáneamente en campos sin cultivar, en lomas áridas, y rocosas. Crece muy bien en suelos fértiles, no muy pesados. Prefiere suelo rico en nitrógeno. Se propaga por gajos entre marzo y octubre en climas templados o por semillas en camas de siembra.
Las semillas de esta planta son muy pequeñas por lo que se deben ubicar en lugares donde no sean levantadas por el viento o arrastradas por la lluvia. Por esta razón se cubren mínimamente con un poco de tierra. Este tipo de planta se puede reproducir mediante esqueje de las raíces. Para el cuidado de su cultivo la planta se debe fertilizar en pequeñas cantidades al menos una vez al año.

### Usos terapéuticos
Se utiliza como planta medicinal, y la propiedad más importante es la aperitiva. El ajenjo en las regiones de Huancavelica y Junín en Perú se utiliza para los cólicos o dolor de estómago.[cita requerida]

### Farmacología
La planta contiene del 0,2 al 0,5 por ciento de una esencia de color verdoso o azulado (dependiendo de sus características) y con un fuerte sabor amargo, y el principal componente es la tuyona, soluble en alcohol, pero no en agua. La planta tiene otro compuesto denominado absintina, una sustancia amorfa de color amarillo, poco soluble en alcohol pero sí en agua.

### Otros usos
El característico olor se usa contra pestes. Antiguamente era utilizado como insecticida contra la polilla, que ataca a la ropa. Tiene secreciones de sus raíces, ejerciendo un efecto inhibidor sobre el crecimiento de plantas cercanas. Es muy útil como repelente de insectos.
Es una de las principales plantas en la elaboración del célebre licor de ajenjo o absenta y del vermú (el nombre de esta bebida proviene del nombre que recibe la planta  en alemán, Wermutkraut).
La A. absinthium procura el sabor y principio psicoactivo (tuyona) del ajenjo o absenta, bebida que, hoy día es ilegal en diversos países. Es un potente neurotóxico que es adictivo, y mortal en grandes cantidades.
En 1890 el "hada verde", como era llamada la bebida de ajenjo o absenta, se extendió por toda Europa, Estados Unidos y América del Sur, principalmente en Chile y Argentina, donde se consumía profusamente. Fue muy consumida en los cafés de París y de otras ciudades.
En el Norte de África reemplaza a la menta o hierbabuena durante el invierno para la preparación del té verde.

## Nombre común
- absenta, absintio, ajencio, ajenjio, ajenjo, ajenjo común, ajenjo macho, ajenjo mayor, ajenjos, ajenzos, ajonjio, alosma, alosna, anjenjo, artemisa, artemisa amarga, artemisia, asenjo, asenjos, asensio, ascenso, asentes, asienjo, assensio, ausenta, axenjos amargos, axenso, axenxio, axenxos, cazapote, doncel, donsel, encienso, ensensio, gazapote, hierba santa, hierba'maistra, hierba maesta, huelemanos, ortemisa, sensio, susones, hierba maestra, hierba ceniza.
- Una teoría atribuye la etimología del nombre inglés de la hierba, wormwood, al antiguo inglés "wermōd" (en alemán Wermut y su derivado Vermut). Vendría de los vocablos "wer" (hombre), y "mōd" ("mood")[cita requerida]. Sin embargo algunas fuentes[15] indican que la palabra "wormwood" viene del uso de la planta como antihelmíntico (pues erradica las lombrices parásitas del cuerpo, ya sea matándolas o aturdiéndolas), tal y como se documenta en la Historia natural de Plinio (siglo I AD).